# Charles Lachaud
Pour les articles homonymes, voir Lachaud.
Charles Lachaud (Treignac, Corrèze, 25 février 1817 - Paris, 9 décembre 1882), avocat bonapartiste, il s'illustre dans de grands procès du XIXe siècle, notamment celui de Marie Lafarge.

## Biographie
Charles Lachaud est le fils de Sulpice Lachaud (1784-1852), notaire et maire de Treignac. Il fait ses études de droit à Paris, en sort licencié mais s'inscrit au barreau de Tulle.
Il épouse en 1844 Louise Ancelot (1825-1887), fille de Jacques-François Ancelot (1794-1854), dramaturge et académicien français et de Virginie Ancelot (1792-1875), écrivaine qui tenait un célèbre salon littéraire à l'Hôtel de La Rochefoucauld. Le couple a deux enfants :
- Georges Lachaud (1844-1896), dont le parrain est Alfred de Vigny. Avocat à la Cour d'Appel de Paris, il est un proche du prince Napoléon ;
- Thérèse Lachaud (1846-1920), mère de Marc Sangnier (1873-1950), journaliste, parlementaire fondateur du Sillon, grand-mère de Jean Sangnier (1912-2011), patron de presse, cofondateur du quotidien Ouest-France et l'un des tout premiers résistants dans le Paris occupé, et de Paul Sangnier (1917-1939).

Charles Lachaud s'illustre dans des procès retentissants du XIXe siècle, il est notamment le défenseur de Marie Lafarge, de François Achille Bazaine, de Gustave Courbet et de l'assassin Jean-Baptiste Troppmann (1849-1870, guillotiné).
Il meurt à Paris le 9 décembre 1882, à sept heures du soir, dans son cabinet au 3e étage de la rue Bonaparte (no 13) et est inhumé au cimetière du Montparnasse.

## Procès Lafarge
Ce n'est pas Me Lachaud qui défendit Mme Lafarge dans son procès pour meurtre, mais Me Paillet. Mais Mme Lafarge, ayant entendu plaider Me Lachaud, elle lui demanda de s'adjoindre à Me Paillet.
Me Lachaud ne plaida donc pour elle que pour l'accusation de vol des bijoux de Mme de Léotaud.

« quand il se sentit plus mal, le 9 décembre 1882, il se fit transporter dans son cabinet de travail de la rue Bonaparte. Il avait devant lui le portrait d'une jeune femme aux yeux mélancoliques dont la beauté grave retint ses yeux fixés jusqu'au dernier moment: c'était le portrait de celle dont il avait été le défenseur passionné; il mourut en regardant Mme Lafarge »

— Adrien Pleytel, L'humour au palais: édition Albin-Michel 1925

## Hommages

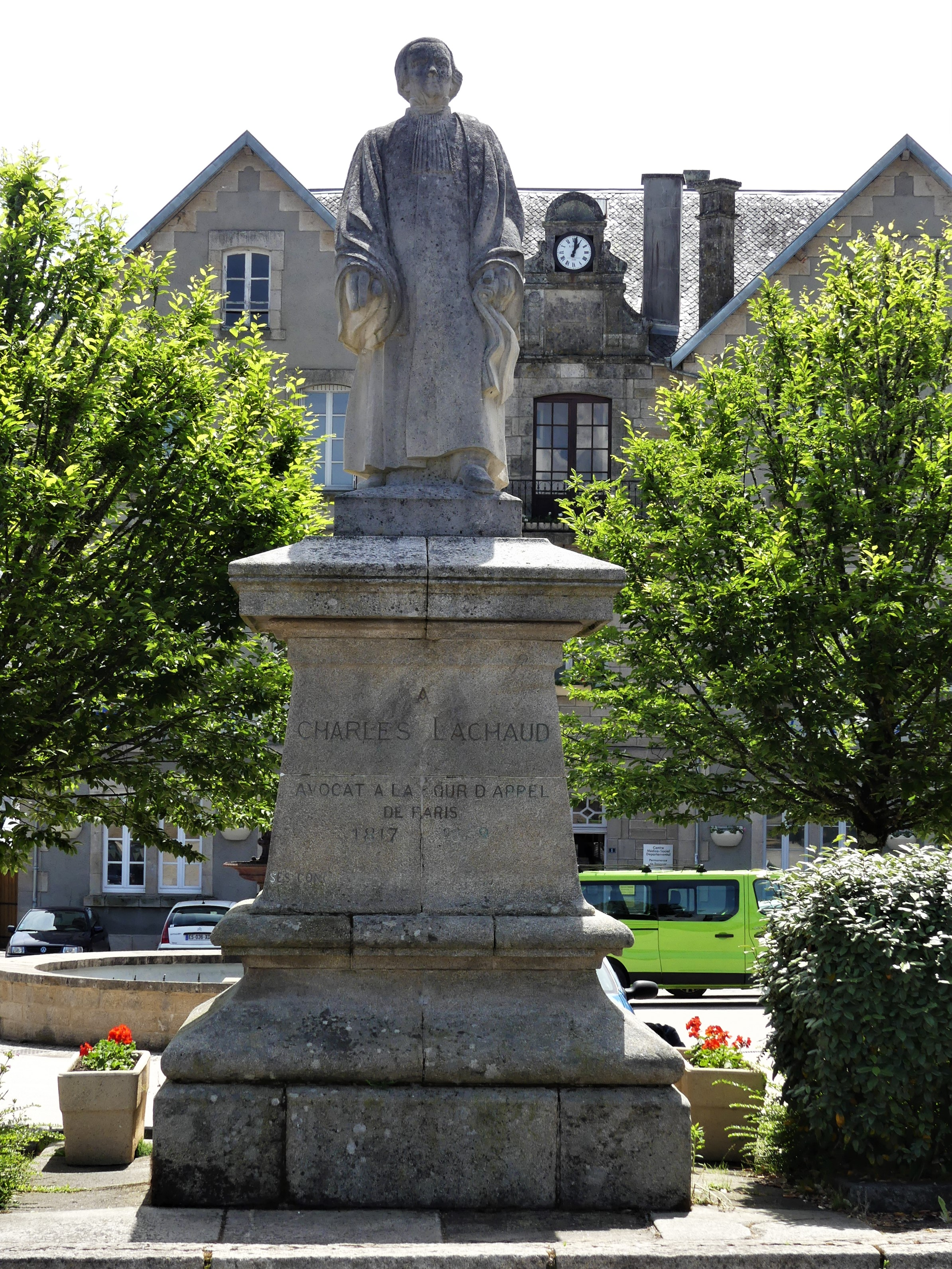
La statue de Charles Lachaud, à Treignac.

Sa statue, qui est une copie de l'originale, est située place de la République à Treignac, autrefois sous de majestueux marronniers aujourd'hui remplacés par des arbres plus jeunes elle fait face à l'ancienne école dite "de filles". Le monument aux morts qui se situait place des Farges se trouve aujourd'hui depuis quelques années non loin. La bascule publique est également à proximité, une fontaine avec jets d'eau au centre sur la même place. La place est longée par une avenue qui à cet endroit est un remblai soutenu par un imposant mur dit "mur des fainéants"à cause de la population, souvent des jeunes oisifs qui assis dessus refont le monde ou relatent l'actualité.
Une place à Treignac où figure sa statue.
Un gâteau au chocolat de Borzeix Besse porte également le nom de "Charles Lachaud".
Une plaque est inaugurée le 11 décembre 1932 sur l'immeuble portant le no 11 de la rue Bonaparte, immeuble où il est mort,.
Une avenue Charles Lachaud se trouve également à Brive-la-Gaillarde en Corrèze.